# Literatura da Rússia

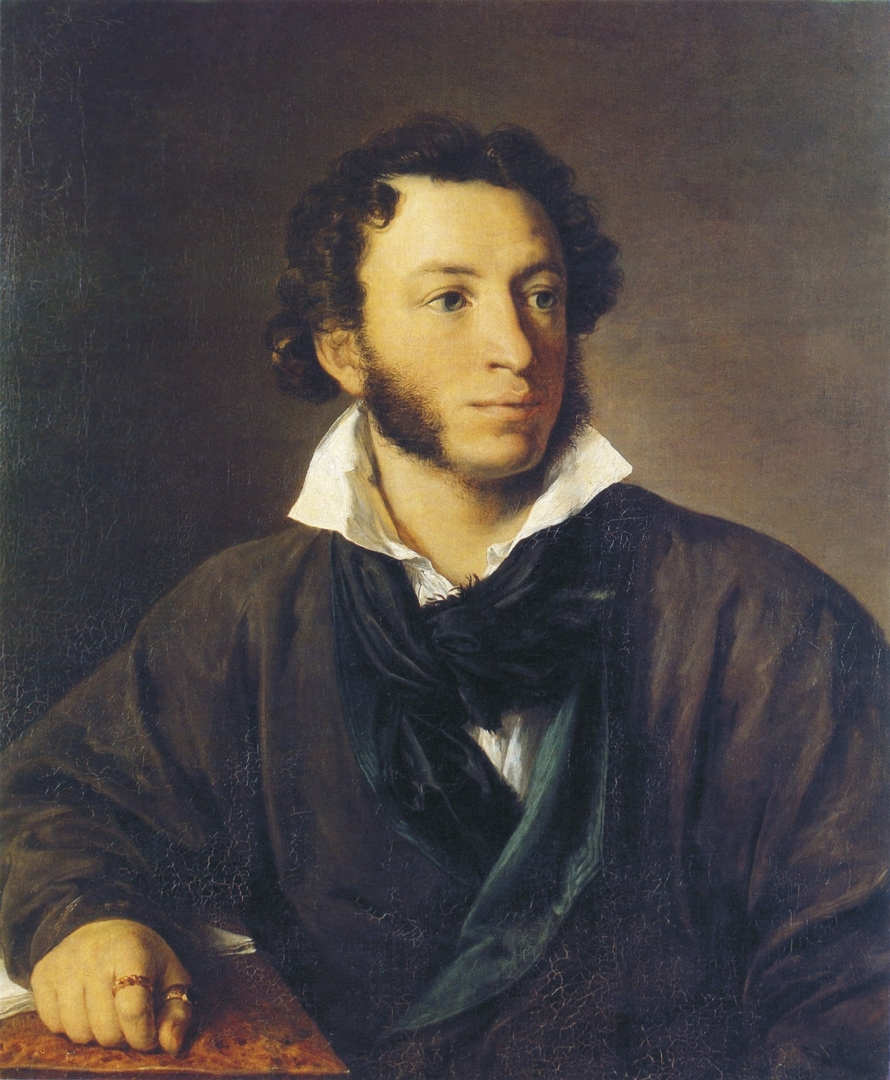
Alexander Pushkin - O pai da literatura russa moderna

A literatura da Rússia (em russo:  Русская литература trans. Russkaya Literatura lit. Literatura russa) refere-se a todos os autores russos (quer da Rússia, quer dos territórios incorporados ao longo da História) dos mais variados estilos textuais ao longo dos tempos.
A literatura russa, introduzida no ocidente na segunda metade do século XIX, conta entre os grandes mestres da literatura universal; autores como Alexander Pushkin, Fiodor Dostoievski, Liev Tolstoi, Saltykov-Shchedrin,  Anton Tchekhov, Mikhail Lérmontov, Nikolai Leskov. Grandes livros foram lançados como Guerra e Paz, Anna Karenina, Contos de Petersburgo, entre outros. A grande literatura da Rússia começa com Alexander Pushkin que é considerado o fundador da literatura russa contemporânea. Mas é na segunda parte do  século XIX que a literatura ganha um grande destaque mundial com os autores Liev Tolstoi e Fiodor Dostoievski. Com a URSS, a literatura é muito condicionada sob o poder comunista; muitos escritores foram exilados para o oeste, outros condenados ao Gulag.
A literatura russa pode ser dividida em eras consoante o tempo como abaixo indicadas.

## Era Antiga
Da era antiga são poucos os autores conhecidos. Grande parte deles eram desconhecidos ou simplesmente anônimos. Baseava-se sobretudo o cotidiano ou sobre a fusão entre a religião cristã e as crenças pagãs. Nesta época foi escrita a obra-prima poética nacional antes Puchkin, o Poema da Campanha de Igor.

## Era Pré-Dourada
Esta era coincide com a reforma do alfabeto russo na altura dos czares Pedro I e Catarina I - século XVII. Os autores diversificaram os temas tendo em base os conhecimentos adquiridos em viagens no oeste europeu. Os autores mais conhecidos são Antioch Kantemir, Vasily Trediakovsky, Aleksandr Radichev (filosofo liberal) e Mikhail Lomonosov.

## Era Dourada

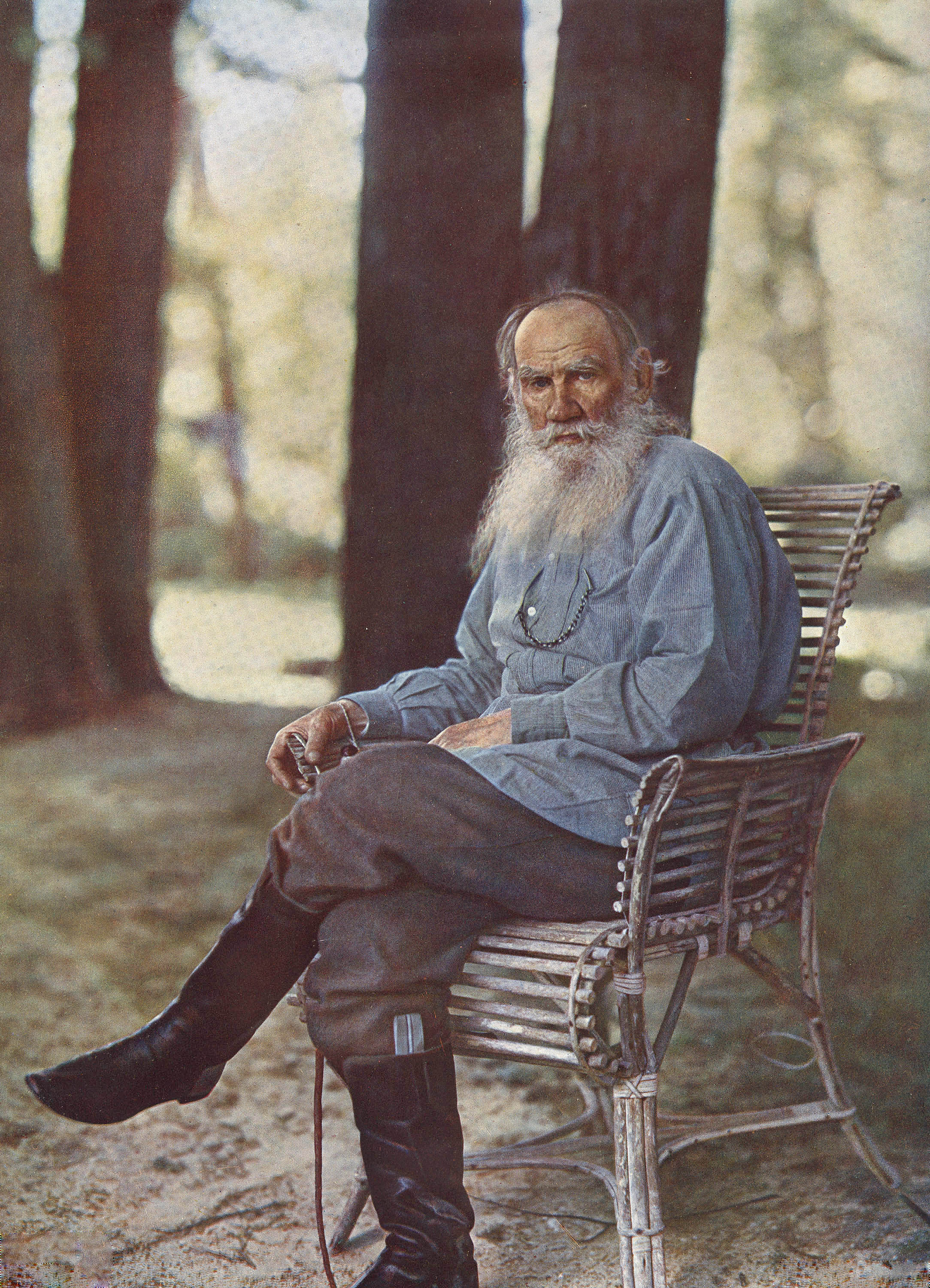
Tolstoi

Nesta altura é introduzido o romantismo na Rússia Dostoiévski, Griboiedov,Pushkin, Baratynsky e Tiutchev) e os temas são muito mais diversificados. Do fabuloso ao realismo passando também pelo drama (não texto dramático). Os autores desta época são muitos e destacam-se: Nikolai Gogol, com sua obra-prima Almas Mortas,  considerado o precursor do realismo na Literatura Russa, Liev Tolstoi (Guerra e Paz, A Morte de Ivan Ilitch e Anna Karenina), Fiodor Dostoievski (Noites Brancas, Os Irmãos Karamazov e Crime e Castigo), Goncharov ("Oblomov") e Ivan Turgueniev (Pais e Filhos - Livro que já surge o tema do niilismo, de uma forma mais política e revolucionária do que filosófica).A era dourada é marcada também pelo sentimento patriótico sobretudo retratado no livro "Guerra e Paz" e este sentimento coincide no estilo musical que vigorava também na altura. Historiadores já estimaram que Abertura 1812 de Tchaikovski é parte da versão musical da Guerra e Paz de Tolstoi.
Fiodor Dostoievski é a maior figura da era dourada da literatura russa em que a sua obra mais conhecida (Irmãos Karamazov) é uma das maiores do mundo e das mais desenvolvidas quer a nível semântico e literário.

## Era de Prata
No fim do século XIX e início do século XX, os estilos literários começam a diversificar-se mas é a poesia que marca este curto tempo da literatura russa (teosofia e simbolismo: Soloviov e Balmont). Se Tolstoi é o grande mestre da prosa russa, então Anton Chekhov é aquele que domina este período.

## Era Soviética
Com a introdução do Socialismo na Rússia, as ideias literárias tiveram que ser "filtradas" de modo a não ofender o sistema em vigor na altura. Embora não houvesse uma polícia ou um departamento de estado que analisasse as obras (como a Censura em Portugal), a ideologia Marxista estava muito enraizada na mente da maioria das pessoas, sobretudo no início da década de '30. Por exemplo: em Portugal, durante o Estado Novo, se um escritor louvasse o passado histórico "brilhante e maravilhoso" de Portugal este não sofreria qualquer sanção. Na URSS, pelo contrário, aquele que louvasse a história czarista era logo preso pois a era comunista rejeitava aquele período histórico.
De todas as maneiras, muitos escritores continuaram a escrever segundo o estilo da era da prata e da era dourada em clandestinidade; muitos outros tiveram de fugir para o oeste (como Merejkovski, Chmeliov, Mark Aldanov e o  poeta  Viacheslav Ivanov).
Desta época se destacam: Mikhail Bulgakov, Iuri Olecha, Vladimir Maiakovski, Andrei Platonov, Aleksey Nikolayevich Tolstoy e Máximo Gorki. Alguns foram perseguidos pelo regime soviético, casos de: Isaac Babel, Ossip Mandelstam, Evgeni Zamiatin, Anna Akhmatova e seu marido Nikolai Gumiliov, Ivan Alekseyevich Bunin (Prêmio Nobel de Literatura em 1933), Alexander Kuprin, Andrei Biéli, Marina Tsvetaeva, Vladimir Nabokov, Boris Pasternak, Prêmio Nobel de Literatura em 1958. Michail Aleksandrovich Sholokhov, recebeu o Prêmio Nobel de literatura em 1965 e Alexander Soljenitsin (chegou a ser preso em um campo de concentração mantido pelo regime soviético, o "Gulag") foi premiado com o Prêmio Nobel de literatura em 1970. Em 1987, a Rússia ganhou aquele que é, até o momento, seu último Prêmio Nobel de Literatura com o poeta Joseph Brodsky.

## Era Pós-Soviética
Depois da Era Soviética, a literatura do país enfraqueceu: havia poucos escritores como Victor Pelevin e Vladimi Sorokin.
No início do Séc. XXI, os russos mostraram interesse em novas qualidades de literatura proveniente das províncias. Uma das escritoras é Nina Gorlanova, que descreve o dia a dia das populações nessas zonas tal como na Era Antiga.
O estilo policial também surgiu nesta altura. Darya Dontsova é a escritora mais conceituada neste género, com mais de 50 livros publicados.

## Leituras adicionais
- ETTORE LO GATTO - Historia da literatura russa. Lisboa, Cor, 1959.

- D. S. MIRSKY - Histoire de la litterature russe, tr. par Veronique Lossky. Paris, Fayard.

- MARC SLONIM - Russian Theater. London, 1963.

- VLADIMIR MARKOV - Russian Futurisme.Berkeley, Univ. of California press,1968.

- MARC SLONIM - Histoire de la litterature russe sovietique. L' Age d' Homme ed., 1985.

- DAVID BEZMOZGIS - Natasha e outras historias: a moderna literatura russa da diaspora. Lisboa, Teorema, 2006

- WILLIAM ROUGLE - A literatura russa vista por autores portugueses. Lisboa, 2016.